# Ragvaldus Jonæ Steuchman
Ragvaldus Jonæ Steuchman, född maj 1631 i Frinnaryds församling, Småland, död 12 januari 1670 i Ekeby församling, Östergötlands län, var en svensk präst i Ekeby församling. 

## Biografi
Ragvaldus Jonæ Steuchman föddes maj 1631 i Frinnaryds socken. Han var son till bonden därstädes. Steuchman blev student vid Uppsala universitet 1653 och reste utomlands 1654. Han blev filosofie magister vid Greifswalds universitet 1661 och senare krigspräst. Steuchman blev 1663 kyrkoherde i Ekeby församling. Han avled 12 januari 1670 i Ekeby socken.

### Familj
Steuchman gifte sig med Anna Hillman. Hon var dotter till häradsfogden Hillman i Östra Tollstads socken. De fick tillsammans barnen fältväbeln Raphaël Steuchman, fältväbeln Gideon Steuchman (död 1703), Catharina Steuchman (1661–1694) som var gift med kyrkoherden Ericus Rinman i Herrestads församling, Rebecka Steuchman (död 1742) som var gift med kyrkoherden Johannes Olin i Normlösa församling och Susanna Maria Steuchman (1668–1742). Efter Steuchmans död gifte Anna Hillman om sig med kyrkoherden Sevardus Rinman i Ekeby församling.